# Эстажель
Эстажель (фр. Estagel, кат. Estagell) — коммуна в Восточных Пиренеях, на юге Франции. Расположена на берегу реки Агли.

## Этимология

### Французский топоним
Существует несколько версий происхождения названия Estagel.
По одной из них, топоним происходит от старинного латинского слова «statio» — стоянка, место пребывания; за которым следует уменьшительно-ласкательное «ellum». В этом случае название говорит о том, что Эстажель был постоялым двором или местом стоянки на дороге между другими городами.
По другой версии, название произошло от «staticum» — постоянное место. Тогда, с добавлением частицы «ellum», топоним имеет значение «скромный дом» или «небольшая ферма».

### Топоним на каталанском языке
Жуан Куруминас-и-Виньо в своей книге «Ономастикон Каталонии» отвергает происхождение от слов «stare stragium» и «stadium», по фонетическим причинам. По версии Куруминеса, топоним происходит от древнего латинского слова «stagillum» или от каталанского «stagnum» — застой.

## История
Впервые Эстажель упоминается в папской булле Агапита II, в 951 году. Затем в булле папы Каликста II (1119), в форме «Villa Stagello». По этим документам, Эстажель относился к аббатству Лаграс.
По итогам Корбейского договора в 1258 году, Эстажель стал пограничным пунктом на границе Франции с Каталонией. Город сохранял этот статус вплоть до подписания Пиринейского Мира 1659 года, по которому граница была установлена в нынешних её пределах.
В 1936 году, в 330 метрах к востоку от Эстажеля, были начаты археологические раскопки вестготского кладбища.

## Достопримечательности
- Кладбище Вестготов в Эстажеле
- Статуя Франсуа Араго
- Церковь Святого Винсента

## Известные уроженцы
- Франсуа Араго (1786—1853) — французский физик и астроном
- Этьен Монье (1889—1913) — французский анархист
- Джозеф Эймерих (1858—1937) — французский военный офицер